# 磯浜古墳群
磯浜古墳群（いそはまこふんぐん）は、茨城県東茨城郡大洗町磯浜町にある古墳群。3基が国の史跡に指定されている。

## 概要
茨城県中部、那珂台地の磯浜支丘末端部の太平洋（鹿島灘）に面する位置に営造された古墳群である。前方後円墳2基（日下ヶ塚・坊主山）・前方後方墳1基（姫塚）・円墳1基（車塚）・墳形不明2基（五本松・五本松下）の計6基が遺存する。1949年（昭和24年）に日下ヶ塚古墳の発掘調査が実施されているほか、近年に測量調査・発掘調査が実施されている。
古墳群のうち日下ヶ塚古墳（ひさげづか、常陸鏡塚古墳）は墳長約101.4メートルの大型前方後円墳であり、1949年（昭和24年）の調査で人骨とともに鏡2面・石製模造品・玉類・鉄製品など4,100点におよぶ豊富な副葬品が検出されたことで注目される。また車塚古墳は直径約88メートルの円墳で、円墳としては全国屈指の規模になる。
この磯浜古墳群は、古墳時代前期前葉（3世紀中頃）の姫塚古墳から築造が始まり、古墳時代中期初頭（4世紀後半）の車塚古墳で終焉を迎えたと推定される。周辺の髭釜・一本松遺跡は弥生時代から古墳時代に続く大規模集落遺跡で、その流れで営造された首長墓群とされる。太平洋を一望するとともに那珂川・涸沼川水系の河口部に所在することから、被葬者が水上交通を掌握した様子が示唆される。具体的な被葬者は明らかでないが、付近に鎮座する大洗磯前神社の神陵とする説のほか、仲国造一族の墓とする説などが挙げられている。
日下ヶ塚古墳・姫塚古墳・車塚古墳の古墳域は2020年（令和2年）に国の史跡に指定されている。

## 遺跡歴
- 文政8年（1825年）、日下ヶ塚権現台に遠見番所の設置[9]。
- 天保7-13年（1836-1842年）、遠見番所を強化して磯浜海防陣屋の設置[9]。
- 元治元年（1864年）、天狗党の乱で磯浜海防陣屋が焼失[9]。
- 『新編常陸国誌』に車塚・琵琶塚・徳利塚の記載[7]。
- 1949年（昭和24年） 8月、日下ヶ塚古墳の発掘調査。副葬品多数の出土（國學院大學考古学研究室、1956年に報告書刊行）[3]。
- 1953年（昭和28年）、日下ヶ塚古墳・車塚古墳が「日下ヶ塚」・「車塚」として茨城県指定史跡に指定[3][10][注 1]。
- 1970年（昭和45年）、車塚古墳の測量調査（大洗町教育委員会、1971年に報告書刊行）[11]。
- 2009年度（平成21年度）、車塚古墳・姫塚古墳の測量調査（大洗町教育委員会、2013年に報告書刊行）。
- 2010年度（平成22年度）、日下ヶ塚古墳の測量調査（大洗町教育委員会、2015年に報告書刊行）。
- 2011年度（平成23年度）、車塚古墳・姫塚古墳の範囲確認調査（大洗町教育委員会、2013年に報告書刊行）。
- 2012年度（平成24年度）、日下ヶ塚古墳の範囲確認調査（大洗町教育委員会、2015年に報告書刊行）。
- 2019年度（令和元年度）、坊主山古墳の測量調査[12]。
- 2020年（令和2年）3月10日、日下ヶ塚古墳・姫塚古墳・車塚古墳が国の史跡に指定[8]。
- 2020年度（令和2年度）、坊主山古墳の範囲確認調査[13]。

## 一覧
| 築造順   | 古墳名                                     | 座標                                     | 形状       | 規模         | 築造時期             | 史跡指定 | 備考                       |
| -------- | ------------------------------------------ | ---------------------------------------- | ---------- | ------------ | -------------------- | -------- | -------------------------- |
| 1        | 姫塚古墳 （ひめづか）                      | 北緯36度19分4.55秒 東経140度34分15.95秒  | 前方後方墳 | 墳丘長29m    | 3世紀中頃            | 国の史跡 |                            |
| 2        | 五本松古墳 （ごほんまつ）                  | 北緯36度19分3.6秒 東経140度34分10.8秒    | 墳形不明   |              | 3世紀後半- 4世紀初頭 | なし     |                            |
| 3        | 五本松下古墳 （ごほんまつした）            | 北緯36度19分4.8秒 東経140度34分12.9秒    | 墳形不明   |              | 3世紀後半- 4世紀初頭 | なし     | 地下保存                   |
| 4        | 坊主山古墳 （ぼちゃのやま）                | 北緯36度19分1.57秒 東経140度34分19.48秒  | 前方後円墳 | 墳丘長63m    | 4世紀前半- 4世紀中頃 | なし     |                            |
| 5        | 日下ヶ塚古墳 （ひさげづか、 常陸鏡塚古墳） | 北緯36度18分57.60秒 東経140度34分13.33秒 | 前方後円墳 | 墳丘長101.4m | 4世紀中頃            | 国の史跡 | 副葬品4100点以上の出土     |
| 6        | 車塚古墳 （くるまづか）                    | 北緯36度19分2.55秒 東経140度34分34.70秒  | 円墳       | 直径88m      | 4世紀後半            | 国の史跡 | 円墳としては全国屈指の規模 |
| （不明） | （消滅古墳）                               | 北緯36度19分5.07秒 東経140度34分8.07秒   | 円墳       |              |                      | なし     |                            |

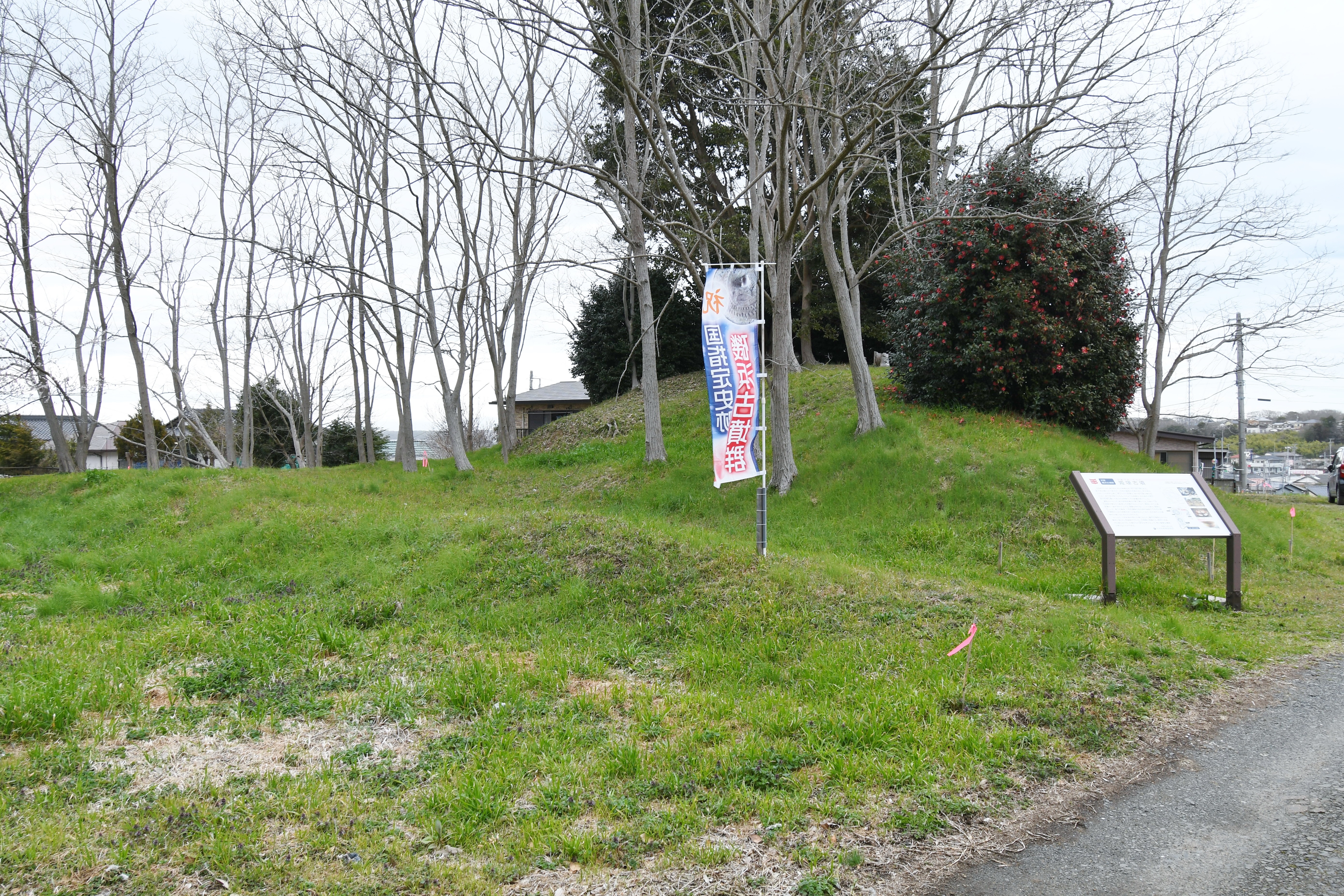
姫塚古墳
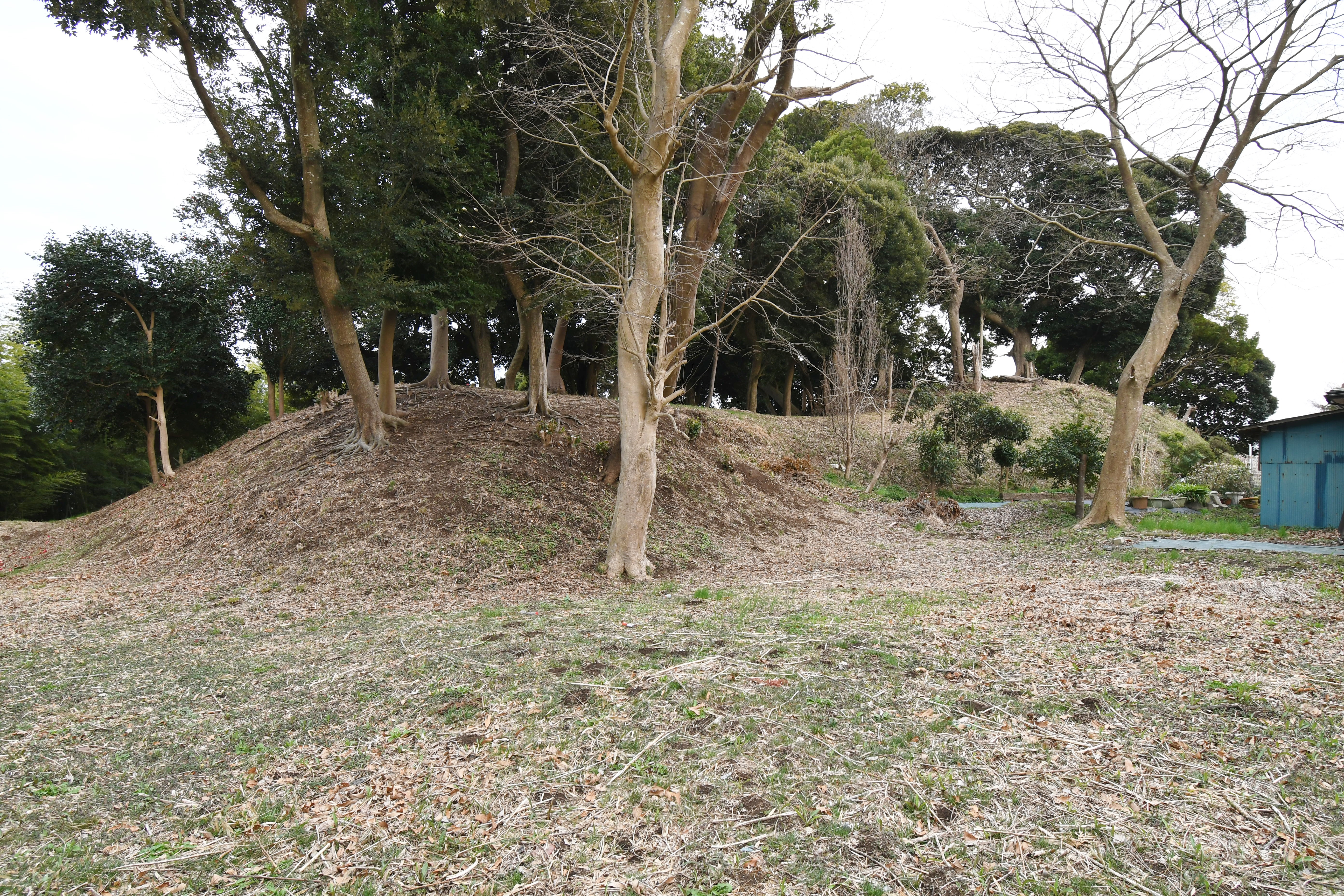
坊主山古墳
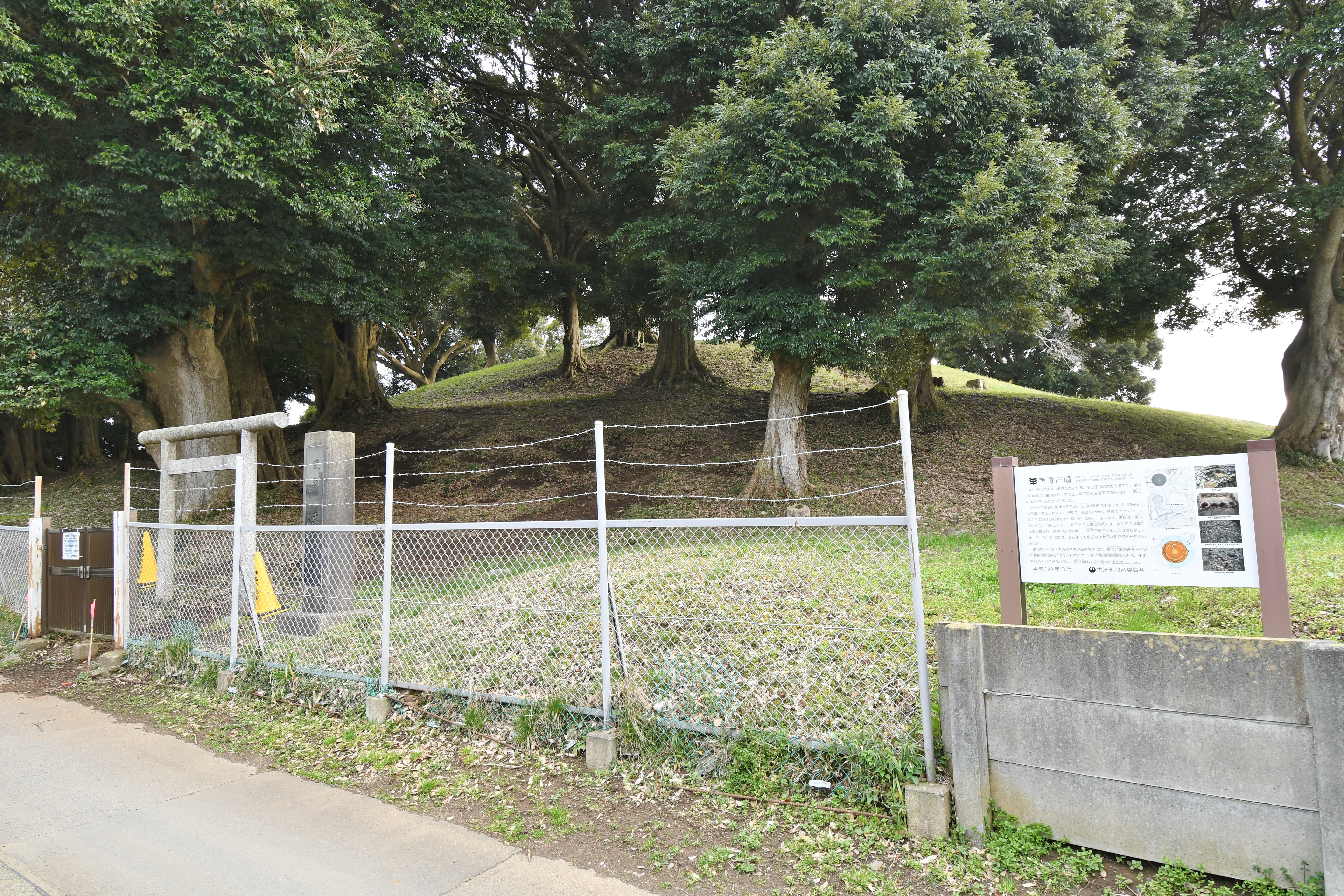
車塚古墳
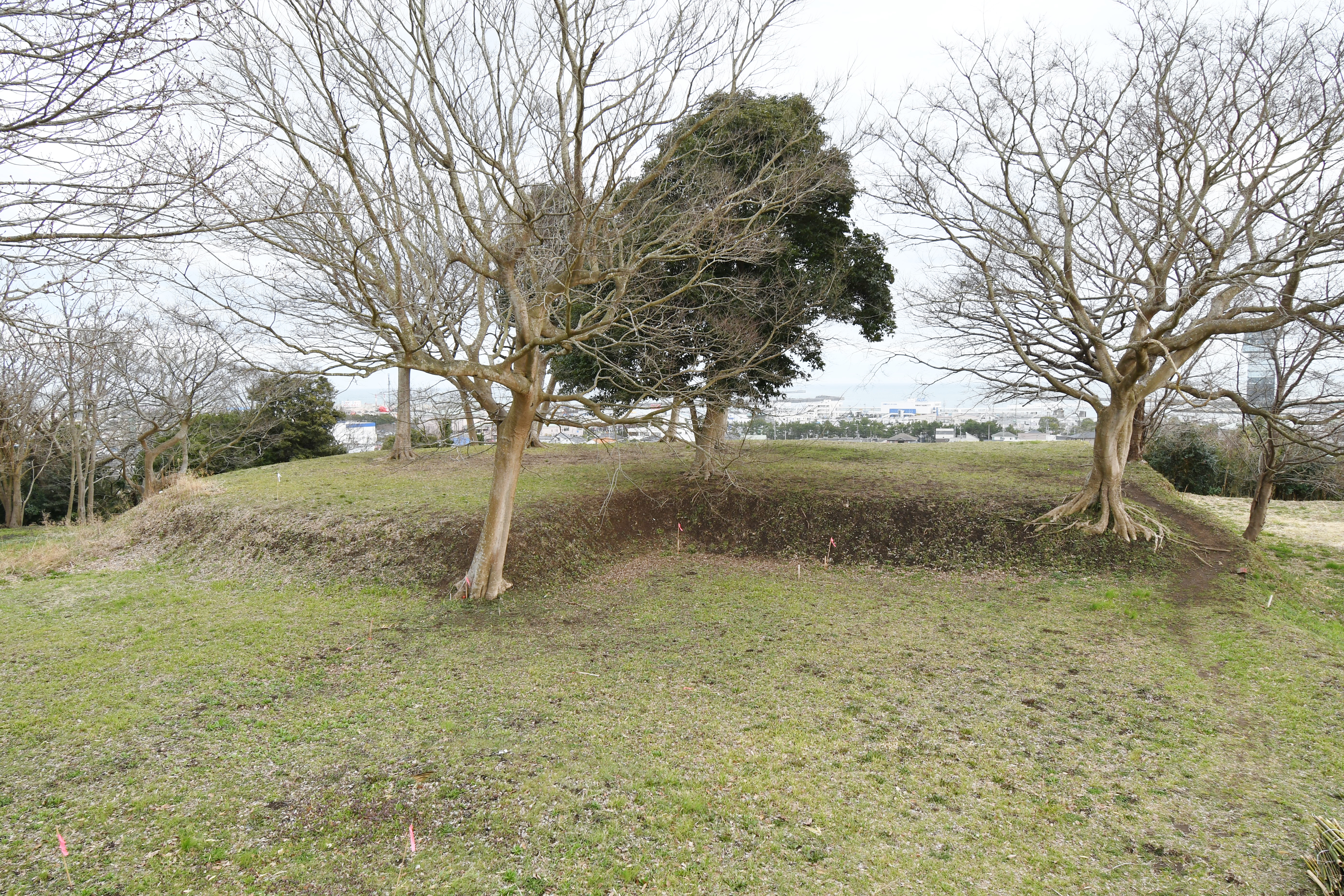
磯浜海防陣屋跡
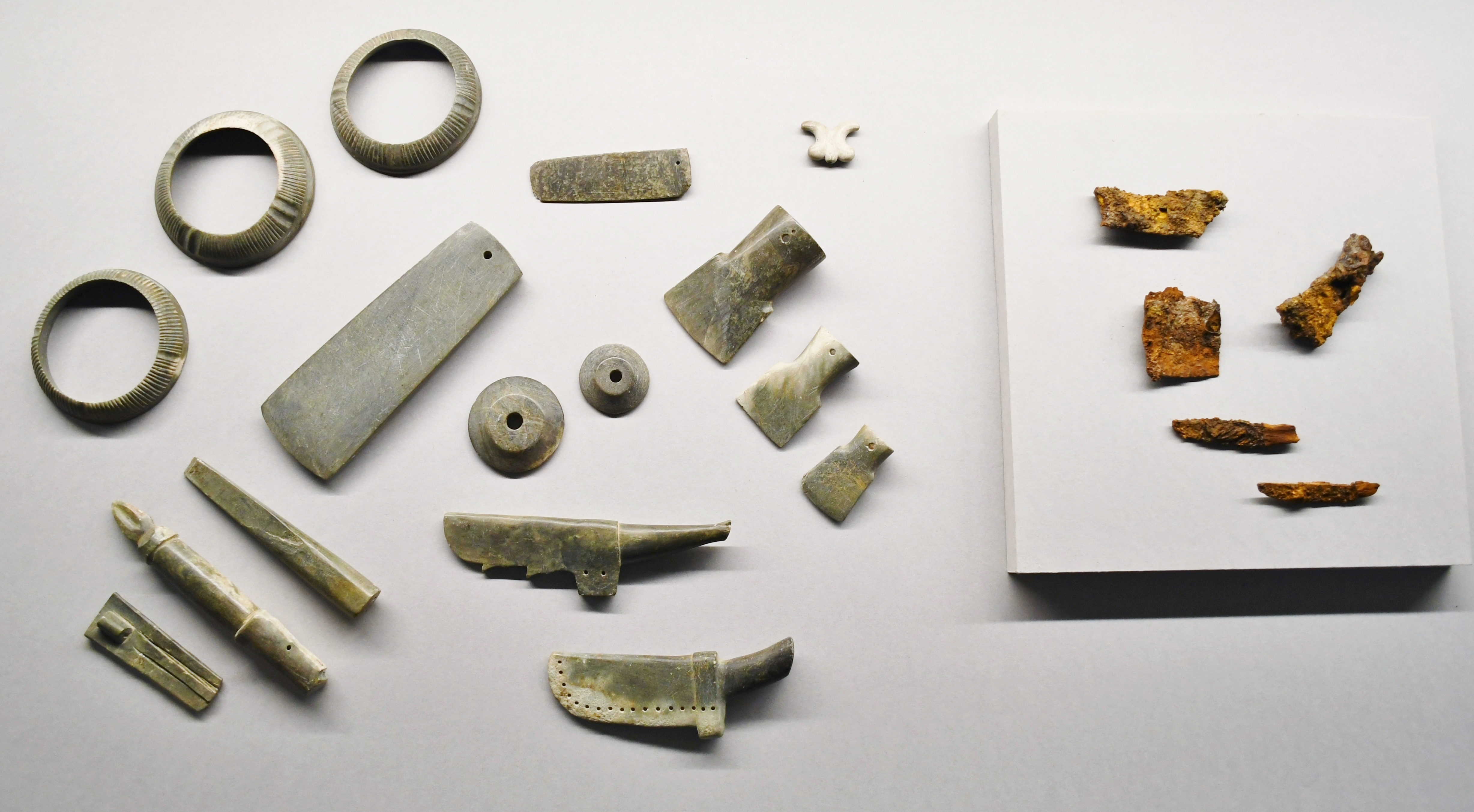
日下ヶ塚古墳出土品 國學院大學博物館展示。
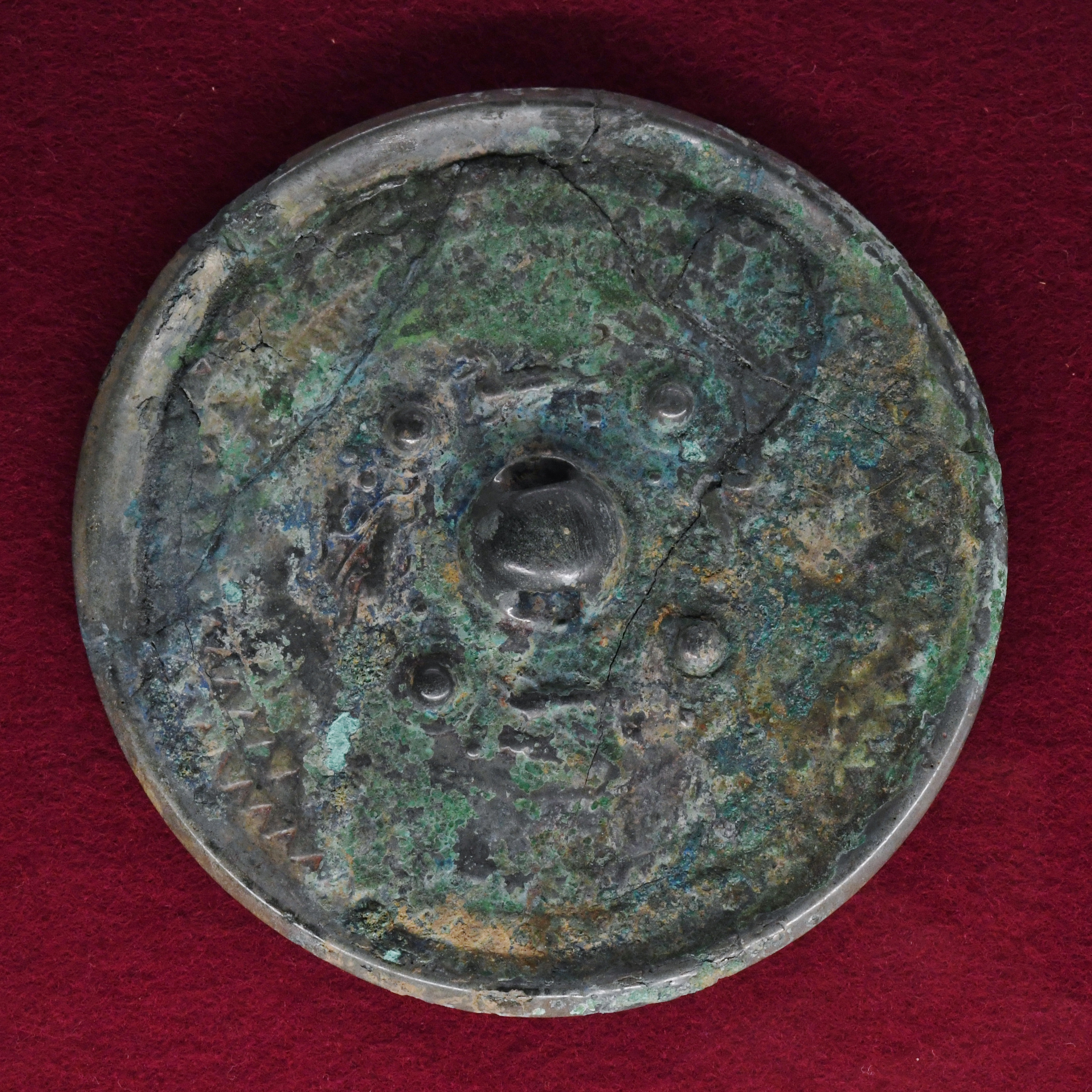
日下ヶ塚古墳出土 変形四獣鏡 大阪府立近つ飛鳥博物館企画展示時に撮影。

## 文化財

### 国の史跡
- 磯浜古墳群 - 日下ヶ塚古墳・姫塚古墳・車塚古墳の3基。2020年（令和2年）3月10日指定[16][8]。

## 関連文献
（記事執筆に使用していない関連文献）
- 『常陸鏡塚（国学院大学考古学研究報告 第1冊）』綜芸舎、1956年。
- 『大洗町車塚古墳群測量調査報告書』大洗町教育委員会、1971年。
- 『茨城県東茨城郡大洗町 車塚古墳・姫塚古墳 -平成21年度測量調査・平成23年度範囲確認調査概要報告書-（大洗町文化財調査報告書 第14集）』大洗町教育委員会、2013年。
- 『大洗町内遺跡調査報告書 2012・2013年度（大洗町文化財調査報告書 第17集）』大洗町教育委員会、2015年。
- 『茨城県東茨城郡大洗町 日下ケ塚（常陸鏡塚）古墳 -平成22年度測量調査・平成24年度範囲確認調査概要報告書-（大洗町文化財調査報告書 第18集）』大洗町教育委員会、2015年。